# Йелена Томашевич
Йелена Томашевич (на сръбски: Јелена Томашевић; р. 1 ноември 1983 г. в Неготин, Сърбия) е сръбска певица. Песните на певицата ѝ донасят много отличия през годините. Представя Сърбия на проведената в Белград „Евровизия 2008“ с песента „Оро“ (Хоро) и заема шесто място в крайното класиране.

## Музикална кариера
Йелена тръгва по пътя на славата едва осемгодишна, когато печели детския песенен конкурс „Шарениада“ в Крагуевац. Присъединява се към спечелилия редица награди и обиколил цяла Европа фолклорен състав към същия град КУД „Абрашевич“. Тя е била сред главните вокалисти на състава. Тогава пее за пръв път пред публика, предизвиквайки интерес у много хора. През 1994 г. пее пред по-широка публика на Югославския детски фестивал, който и печели. Оттогава се изявява на различни международни фестивали в България, Беларус и Чехия, където я спохождат успехи. През 2002 г. печели шоуто за таланти „3K дур“, излъчвало се по РТС 3.
През 2004 г. влиза в сръбската селекция за „Евровизия“, наречена „Беовизия“, където изпълнява песента „Кад не буде твоjе љубави“. През 2005 г. поставя началото на професионални ангажименти с популярния сръбски певец Желко Йоксимович. За нея той композира песента „Jутро“, с която певицата се състезава на едноименната сръбска селекция. В крайна сметка тя не успява да спечели правото да представи страната поради противоречия и тогава са изпратени „No Name“, класирали се седми на голямата сцена в Киев. Това се явява второто и последно изпълнение на Сърбия и Черна гора като една държава.
През 2007 г. певицата пише текста на песента на Милена Вучич „Готова ствар“. Същата година подписва договор със звукозаписната компания Минакорд и скоро издава своя дебютен албум. Песента „Кошава“ от този албум е представена в шоуто на РТС „Београдска хроника“ през късния март на 2008 г. Видеото към песента е заснето в белградска вила, построена през 1907 г. Желко Йоксимович композира песента „Оро“ за нея, за „Беовизия 2008“. Този път тя печели националната селекция и представя Сърбия на проведения през май в сръбската столица „Песенен конкурс Евровизия 2008“.
Участва в комедийния филм на Здравко Шотра по романа на Стеван Сремац „Ивкова слава“, за който дава и гласа си. Открива Европейското първенство по баскетбол през 2005 г. в Белград. Четири години по-късно тя записва песен, посветена на мира, заедно с участниците от „Евровизия 2008“ Боаз Мауда (Израел) и Сирушо (Армения). Името на песента е „Time To Pray“. Тексът на песента е дело на президента на Израел Шимон Перес. Песента е представена в Москва, както и на сръбския национален финал.
През 2010 г. излиза песента „Где да одем да те не волим“, написана от Йелена Трифунович и Тоше Проески, един от най-големите артисти на Балканите. Тази песен е включена в албума „Тоше и приjатељи“, издаден в памет на македонския певец.

## Личен живот
В Крагуевац завършва основно училище и математическа гимназия. Учи в Крагуевацкия университет, факултета по английски език. Тя е от същия град като Мария Шерифович, победителката от „Евровизия 2007“. През 2011 г. Йелена се омъжва за сръбския актьор Иван Босилчич, а няколко месеца по-късно им се ражда дъщеря, която кръщават Нина.